# Еверсон (Вашингтон)
Еверсон (енгл. Everson) град је у америчкој савезној држави Вашингтон. По попису становништва из 2010. у њему је живело 2.481 становника.

## Демографија
Према попису становништва из 2010. у граду је живело 2.481 становника, што је 446 (21,9%) становника више него 2000. године.
| Група             | 2000.         | 2010.         |
| Белци             | 1.555 (76,4%) | 1.645 (66,3%) |
| Афроамериканци    | 11 (0,5%)     | 8 (0,3%)      |
| Азијати           | 20 (1,0%)     | 17 (0,7%)     |
| Хиспаноамериканци | 373 (18,3%)   | 716 (28,9%)   |
| Укупно            | 2.035         | 2.481         |